# Natosha Rogers
Natosha Rogers (* 7. Mai 1991 in Littleton, Colorado) ist eine US-amerikanische Leichtathletin, die sich auf den Langstreckenlauf spezialisiert hat.

## Sportliche Laufbahn
Natosha Rogers besuchte von 2009 bis 2012 die Texas A&M University und sammelte ihre ersten Erfahrungen bei internationalen Meisterschaften bei den Crosslauf-Weltmeisterschaften 2017 in Kampala, bei denen sie nach 34:47 min auf den 23. Platz gelangte. 2022 startete sie im 10.000-Meter-Lauf bei den Weltmeisterschaften in Eugene und gelangte dort mit 31:10,57 min auf Rang 15. Zuvor siegte sie beim San Juan Capistrano Track Meet in 15:05,22 min über 5000 Meter und im August siegte sie bei den NACAC-Meisterschaften in Freeport in 15:11,68 min. Im Jahr darauf schied sie bei den Weltmeisterschaften in Budapest mit 15:06,58 min im Vorlauf über 5000 Meter aus und gelangte über 10.000 Meter mit 32:08,05 min auf Rang 14 über 10.000 Meter.
2020 wurde Rogers US-amerikanische Meisterin im Crosslauf.

## Persönliche Bestleistungen
- 5000 Meter: 14:55,39 min, 9. Juli 2023 in Eugene
  - 5000 Meter (Halle): 14:52,21 min, 10. Februar 2023 in Boston
- 10.000 Meter: 30:48,69 min, 4. März 2023 in San Juan Capistrano